# Ernesto Treccani
Pour les articles homonymes, voir Treccani (homonymie).
Ernesto Treccani, né le 26 août 1920 à Milan et mort le 27 novembre 2009 dans sa ville natale, est un peintre italien.

## Biographie
Ernesto Treccani naît le 26 août 1920 à Milan,. Il est le fils du sénateur Giovanni Treccani, fondateur de l'Istituto dell'Enciclopedia Italiana, il commence très jeune à appartenir à l'avant-garde artistique et aux groupes antifascistes.
Après avoir étudié le génie chimique au Liceo Politecnico de Milan, il devient le fondateur et directeur, à l'âge de 18 ans[réf. souhaitée], de la revue Corrente, supprimée en juin 1940 au début de la guerre. Il expose ses premières œuvres à la Bottega di Corrente avec ses amis Birolli, Guttuso, Migneco, Sassu et, plus tard, avec Cassinari et Morlotti à la Galleria della Spiga e Corrente. La première exposition personnelle, installée à la galerie Il Milione de Milan, remonte à 1949. Après la Résistance, à laquelle il participe activement, il est l'animateur du groupe Pittura et le rédacteur en chef des magazines il 45 et Realismo, dirigés par Raffaele De Grada. Dans les années 1950, en plus d'avoir exposé à plusieurs reprises à la Biennale de Venise, il participe à l'exposition des réalistes à la Leicester Gallery de Londres et expose à New York avec une exposition personnelle à la Heller Gallery. Dans cette période, les thèmes de sa peinture sont caractérisés par la rencontre avec la réalité paysanne calabraise, connue directement dans les longs séjours à Melissa, qui commencent au moment des premières occupations de la terre dans le Sud, et le paysage urbain industriel de Milan et de Paris, lieux où il reviendra plusieurs fois au fil des ans.
En 1963, une de ses œuvres est exposée à l'exposition Contemporary Italian Paintings, qui se tient dans plusieurs villes australiennes.
À partir des années 1960, l'épanouissement des œuvres et la multiplication des initiatives témoignent de l'engagement ininterrompu de Treccani, tant humain qu'artistique, caractérisé par une action inlassable de diffusion de la culture et du débat artistique, par une adhésion concrète aux situations de la vie et par un amour profond des personnes et des choses. Parmi les œuvres de cette période figurent les cinq grandes toiles inspirées par La luna e i falò de Pavese (1962-63), le cycle d'œuvres Da Melissa a Valenza (1964-65), la série d'aquarelles consacrée à un voyage à Cuba effectué en 1965, la grande toile Popolo di volti (1969-75), qui débute le jour des funérailles des victimes du massacre de la Piazza Fontana ; puis, en 1976, les grandes expositions à Volgograd, Moscou et Saint-Pétersbourg. Depuis lors, Treccani développe les différentes saisons de sa recherche artistique sous de nombreuses formes, continuant à travailler et à exposer dans de petits et grands centres, en Italie et à l'étranger, et alternant cette activité "itinérante" avec des séjours créatifs réguliers à Macugnaga et Forte dei Marmi, villages auxquels l'artiste a été fortement lié dans la vie et la peinture.
En 1977, il peint le grand drapé du Palio de Sienne du 16 août de cette année-là, remporté par la Noble Contrada dell'Oca, lequel drapé est actuellement exposé dans le siège du musée historique de cette dernière.
En 1978, il crée la Fondation Corrente, un centre d'initiatives culturelles, d'expositions, de débats dans les différents domaines de la culture et de l'art, ainsi qu'un centre de collecte et d'étude de documents relatifs à la période entre la naissance du mouvement et les années du Réalisme. En 1982, il a une présence monographique au sein du collectif Maestri e Giovani au Centre d'Art, de Culture et de Costume de Milan, avec Mauro Reggiani, Ottone Rosai, Galliano Mazzon, entre autres, et les jeunes Nino Bonacina et Lino Riccardi. En 1989, la ville de Milan consacre une grande exposition anthologique à l'artiste au Palazzo Reale, tandis qu'une autre importante rétrospective de ses œuvres est organisée à la Fondation Bandera à Busto Arsizio en 2003. En 2004, le cycle de grandes vitrines Énergie, lumières et couleurs est expose à Lugano, Riga, Budapest et Prague, tandis qu'en 2006, la municipalité de Forte dei Marmi met en place l'exposition Le Mutazioni del Realismo - Opere inedite 2003-06 au Fortino, résultat d'une recherche renouvelée de formes dont le centre est en couleur. En 2008, toujours au Palais Royal, Treccani participe à l'exposition Corrente, le parole della vita. Opere 1930-1945 avec une salle consacrée à ses peintures de l'époque. Une grande exposition anthologique, dont le commissaire est Giorgio Seveso, inaugure les salles rénovées du Palazzo Barberino à Montichiari (BS), le lieu de naissance du père de l'artiste, le sénateur Giovanni Treccani degli Alfieri. Parmi les expositions les plus récentes, on retient l'exposition Le parole e la pittura. Ernesto Treccani incontra la poesia, l'epica e il romanzo (Les mots et la peinture. Ernesto Treccani rencontre la poésie, l'épopée et le roman), à la Pinacoteca Civica de Savone de décembre 2011 à mars 2012, également sous la direction de Giorgio Seveso. Il meurt le 27 novembre 2009 à Milan.

## Recherche picturale et poétique
« Seuls ceux dont le cœur est ouvert aux souffrances du monde peuvent en exprimer la beauté ». Ces mots d'Ernesto Treccani, tirés de son livre Arte per amore, sont une synthèse de sa poétique et de son inspiration, ainsi que de son souci de vivre dans la dimension d'une relation profonde, à la fois rationnelle et émotionnelle, avec les autres et la réalité du monde. Toute la peinture et l'art de Treccani visent à briser la séparation entre lui-même et le monde, entre le sentiment et la forme, entre l'idée et l'expression imaginative. Selon Giorgio Seveso, il s'agit d'une « recherche de l'âme des choses plutôt que de leur phénoménale cohérence ».

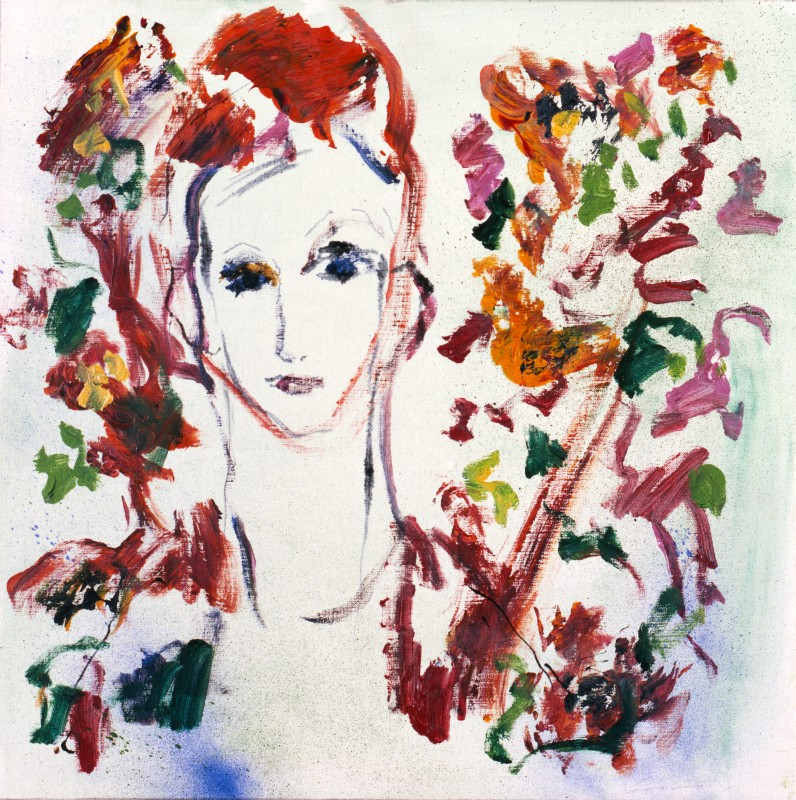
Ritratto, 1980-1990Fondation Cariplo

Parallèlement à ses recherches picturales basées sur la relation entre le mot et l'image, Treccani a également écrit des poèmes démontrant dans les deux cas un intérêt pour l'homme « avec une attention particulière pour le rôle de l'artiste dans l'imaginaire contemporain : une attitude qui s'est traduite par une participation active aux mouvements de protestation et de renouveau social ».
Dans les vers de sa poésie, nous trouvons de la peinture et des couleurs sous la forme d'un dialogue ininterrompu.
« La peinture se fait avec des couleurs/ les couleurs sont en elles-mêmes/ belles/ C'est de là qu'il faut partir/ utiliser des couleurs/ avec/ la joie/ suivre le rythme/ de la vie// la vie est perdue/ dans le temps/ le moment de la couleur/ la traverse/ et la remplit" ».
L'éditeur Crocetti a publié en 1996 un recueil poétique de l'artiste-poète, intitulé "Minime", où la poésie atteint la légèreté et la profondeur du haïku, et des maîtres sages qui connaissent l'importance de l'essentialité.

## Maître de Palio di Asti

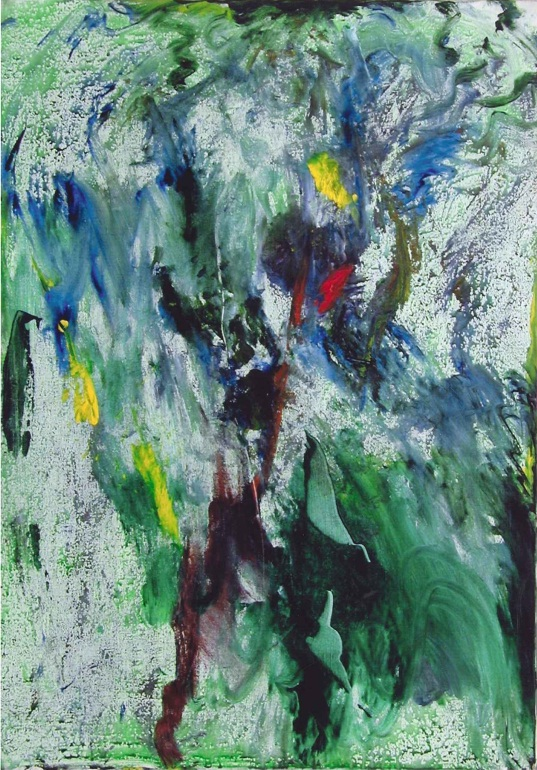
Siepe, 1980
Casa Museo Francesco Cristina

La ville d'Asti, a commandé en 1986 à Ernesto Treccani la réalisation des deux sendalli pour la fête du patron Second d'Asti. L'un des deux, comme le veut la tradition, est offert le premier mardi de mai au saint patron et est conservé dans la collégiale de San Secondo. Le deuxième a été remis au vainqueur de la course du Palio di Asti le troisième dimanche de septembre. Cette édition a été remportée par la municipalité de Nizza Monferrato. 

## Œuvres dans les musées
- Galleria civica di arte contemporanea de Copparo (FE)
- Galleria civica d'arte moderna e contemporanea di Latina
- Museo civico e della mail art de Montecarotto (AN)
- Musée d'Art d'Avellino, avec l'œuvre Maternità (1980-1990).
- MAGA - Museo d'arte de Gallarate (VA)
- Museo d'arte sacra del Santuario di San Gabriele di Isola del Gran Sasso d'Italia con l'opera: Crocifissione (1986).
- Museo Civico di Villa Groppallo di Vado Ligure con l'opera: Arrivo dalla pesca in un mare del Nord (1951-1952).
- Fondazione Corrente, Studio Museo Treccani de Milan
- Polo Museale Santa Chiara de San Gimignano
- Museo della Permanente de Milan
- Museo Fortunato Calleri di Catania
- Museo Civico della Paleontologia e dell'uomo de Lizzano
- Fondazione Cesare Pavese Santo Stefano Belbo (CN)
- Pinacoteca Comunale Andrea Alfano de Saracena
- Civica Raccolta del Disegno di Salò (BS), Musa

## Expositions
- 1940 et 1949, del Miglione, Milan[1].
- 1957, Musée de Saint-Paul-de-Vence[1].
- 1983 et 1992, Bénézit, Paris[1].